# Saltgurka

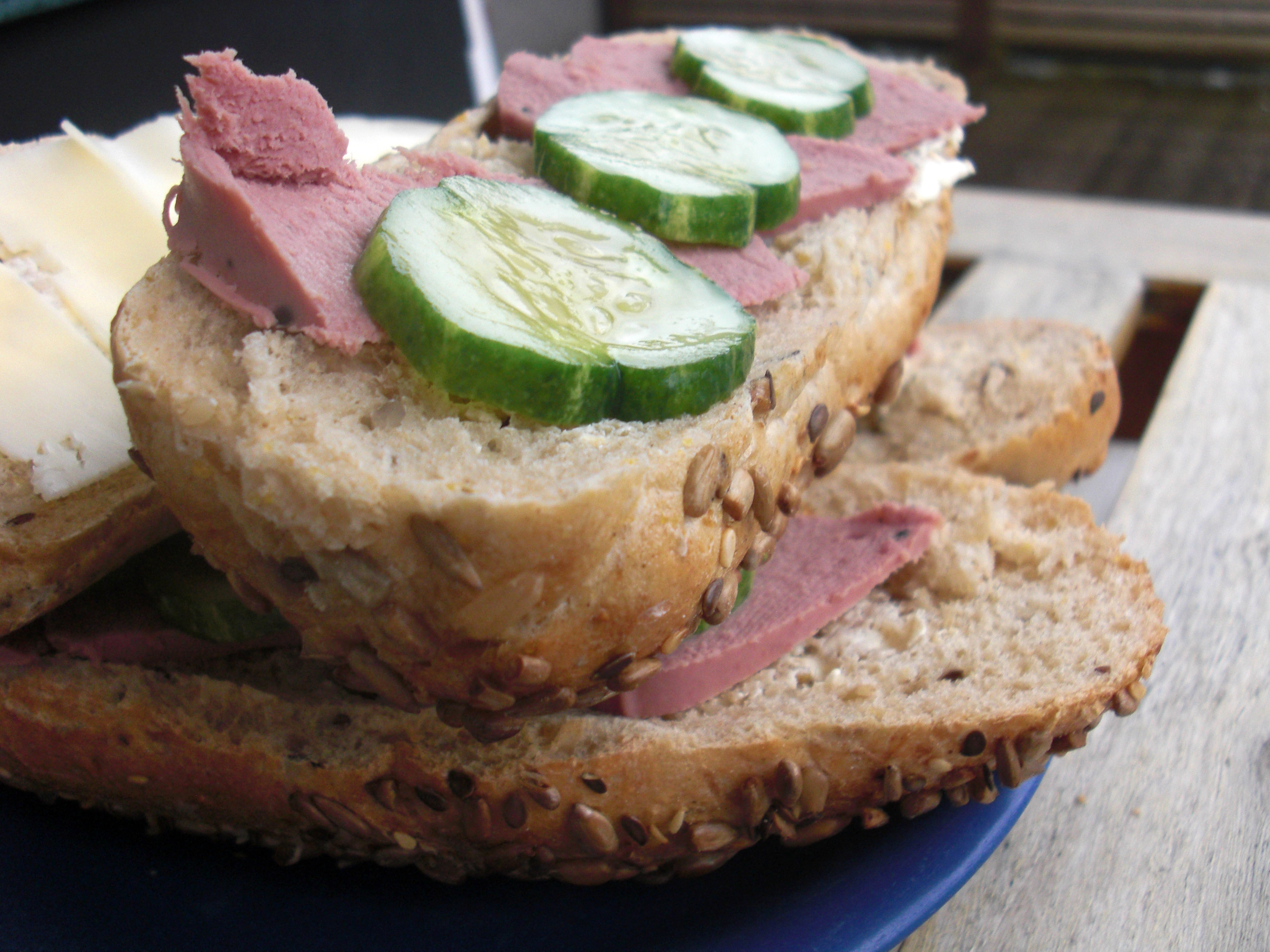
Smörgåsar med saltgurka och leverpastej.

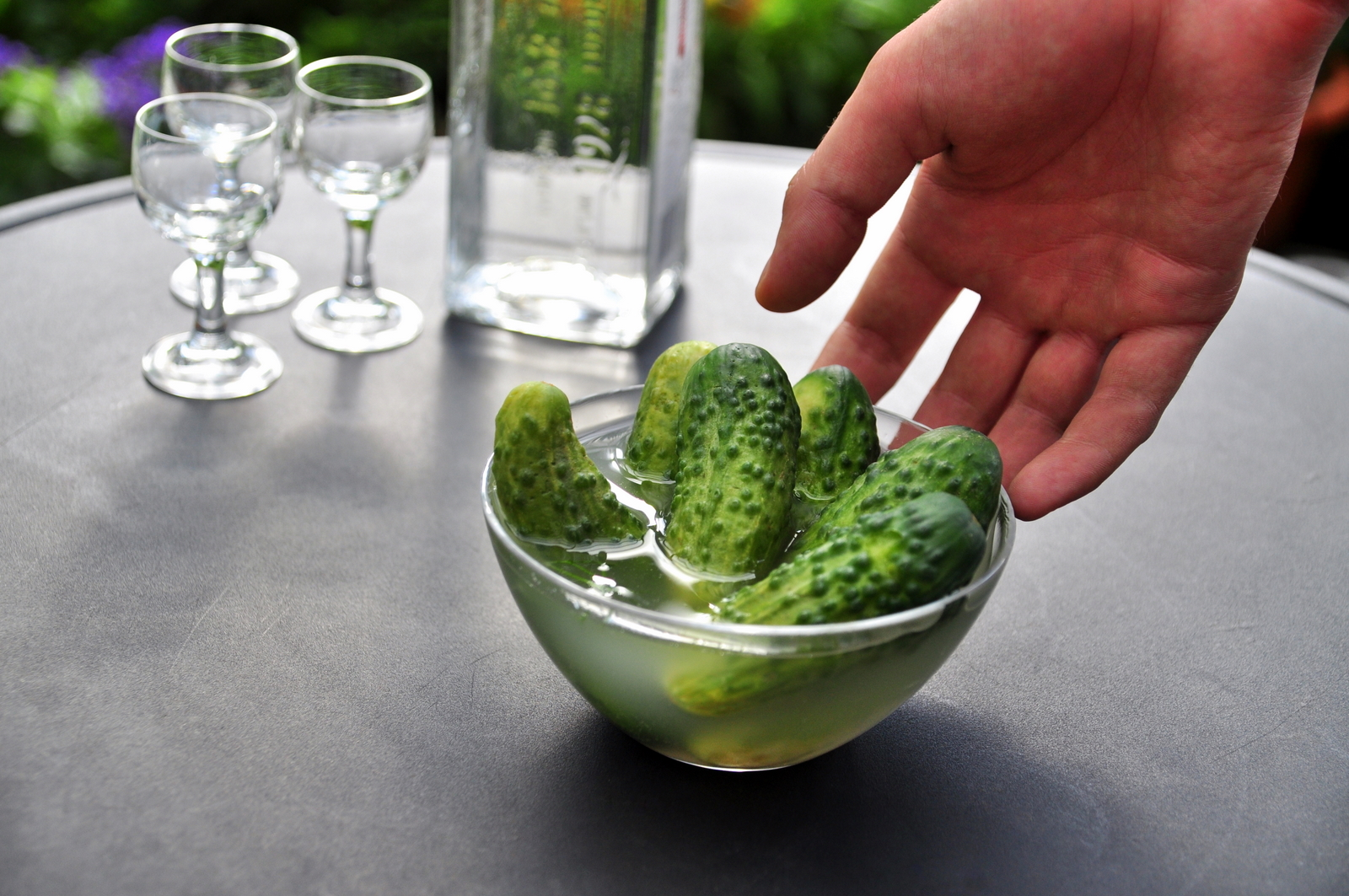
Saltgurkor på polskt vis.

Saltgurka är gurka som är inlagd i saltlag, till skillnad från ättiksgurkan som är inlagd i en sötsyrlig ättikslag.
Smaken är saltsur och saltgurkan säljs både hel och skivad. Till inläggningar används vanligen druvgurka (västeråsgurka). Konventionell saltgurka innehåller vanligen samma grundingredienser som ättiksgurka, men andra proportioner. I Sverige äts saltgurka ofta skivad tillsammans med leverpastej på en smörgås. Den serveras även till diverse maträtter, särskilt färs- och kötträtter. Den förekommer som en del av smörgåsbord, exempelvis julbord.

## Fermenterad eller syrad (salt-)gurka
Fermenterad gurka, även kallad syrad gurka och mjölksyrad gurka, är en särskild inlagd gurka som vid syrning bildar mjölksyra – med andra ord fermenteras gurkan. Den är baserad på en lag av salt och vatten. Jäsningstiden medför att hela processen tar minst en månad innan gurkan är färdig för förtäring. Fermenterad gurka kan serveras på samma sätt som konventionell saltgurka.

## Etymologi
Ordet "saltgurka" är belagt i svenska språket sedan 1758.